# Avro 679 Manchester
L'Avro 679 Manchester era un bombardiere bimotore della RAF durante la seconda guerra mondiale. Il velivolo, a causa di diversi problemi, non si dimostrò un grande successo. Da questo aeroplano verrà in seguito sviluppato uno dei più famosi bombardieri alleati del conflitto: l'Avro Lancaster.

## Storia del progetto
Lo sviluppo dell'Avro Manchester inizia con la specifica P.13/36 emessa dall'Air Ministry, il Ministero dell'Aria britannico. Questa richiesta era volta alla ricerca di un bombardiere che sostituisse gli Armstrong Whitworth Whitley e gli Handley Page Hampden. Sebbene questi velivoli fossero i bombardieri più moderni che la RAF potesse schierare erano ormai, per molti aspetti, stati superati dai recenti progressi nell'aerodinamica, nella progettazione e dei motori.
Era pertanto necessario acquisire un nuovo e più avanzato bombardiere medio. La richiesta per un progetto di massima venne inviata dal Ministero a molte ditte inglesi. Alla fine vennero giudicati come i progetti più promettenti quelli della Avro, che presentò il suo Type 679, e l'H.P. 56 della Handley Page. Nel 1937 vennero ordinati due prototipi per ogni modello.
Il motore intorno al quale si dovevano realizzare i due velivoli era il nuovo Rolls-Royce Vulture dalla particolare configurazione ad X. In pratica il Vulture nasceva dall'unione di due motori a V Peregrine. Questo motore prometteva di sviluppare il doppio della potenza del Rolls-Royce Merlin.
Mentre procedevano i lavori per la realizzazione dei due prototipi divenne evidente che non ci sarebbe stata una quantità di motori sufficiente per equipaggiare tutti e due i velivoli. Venne pertanto deciso di fermare i lavori sull'H.P. 56, nella sua versione bimotore, e di concentrare tutti gli sforzi sul Type 679 della Avro. La Handely Page continuò a lavorare sull'H.P. 57, un quadrimotore, che sarebbe poi divenuto l'Handley Page Halifax.
Con questa decisione la ditta Avro aveva campo libero e nel 1938 il Ministero indicò in questo progetto il programma principale volto alla produzione di un bombardiere capace di trasportare 5400 kg (11.900 lb). La velocità massima in volo livellato doveva essere di 531 km/h (330 miglia orarie) e il peso massimo al decollo di 17.000 kg (37.478 lb).
Il Type 679 si presentava come un velivolo costruito secondo le più moderne tecnologie disponibili all'epoca. Era dotato di un rivestimento metallico lavorante e di rivetti annegati. La fusoliera di sezione rettangolare con angoli arrotondati per diminuire la resistenza aerodinamica ed era in pratica una semi-scocca. La cabina di pilotaggio era dotata di vetri anti-proiettile. Il velivolo era anche dotato di un sistema di riscaldamento, ottenuto prelevando l'aria dai radiatori dell'olio. Sotto la fusoliera era stato realizzato un ampio vano bombe i cui portelli erano azionati con un circuito idraulico. Lo stesso circuito comandava il movimento del carrello, dotato di ruotino di coda retrattile, i flaps e il sistema di chiusura delle prese d'aria dei motori e dei radiatori.
L'ala del velivolo era caratterizzata da una sezione centrale rettangolare a corda fissa che ospitava le gondole dei motori e i vani del carrello principale. Alle estremità di queste si trovavano due sezioni dotate di un leggero angolo di diedro. Su queste sezioni erano posti gli alettoni, anch'essi rivestiti in metallo. I flaps erano posizionati sulla sezione centrale. In questo modo venivano migliorate le qualità di atterraggio e decollo del velivolo.
L'armamento difensivo era concentrato in tre torrette, tutte dotate di due mitragliatrici Browning da 7,7 mm. La torretta anteriore era una Frazer-Nash F.N. 5, quella ventrale una Frazer-Nash F.N. 21A e quella posteriore una Frazer-Nash F.N.4A. Il timone di coda era del tipo a doppia deriva, con le due derive alloggiate alla fine di due piani di coda orizzontali che a loro volta partivano all'altezza della postazione difensiva posteriore.
Il volo del primo prototipo avvenne nel giugno del 1939. Durante le prove si riscontrò una insufficiente stabilità direzionale per cui venne aggiunta, sopra la parte finale della fusoliera, una "pinna" che ovviasse a questo difetto.
Il secondo prototipo volò nel maggio del 1940. Questo differiva dal primo prototipo per l'abolizione della torretta ventrale, sostituita da una torretta dorsale di tipo Frazer-Nash F.N. 7, dalla "pinna" più grande e dall'adozione della tela, al posto del metallo, quale rivestimento delle superfici di controllo. Anche l'apertura alare era stata ingrandita e adesso era di 27,46 m (90 ft) invece degli originali 25,04 (82 ft). In questo modo si incrementavano le prestazioni e la maneggevolezza del velivolo diminuendo il suo carico alare. Il secondo prototipo raggiunse una quota operativa di 7.400 m.
Nel luglio del 1939 il Ministero aveva stipulato un contratto per la produzione di 200 esemplari del bombardiere al quale venne data la designazione di Manchester Mk. I. Si decise di adottare, sugli esemplari di produzione, una torretta posteriore Frazer-Nash F.N. 20 armata con 4 mitragliatrici da 7,7 mm.
I primi 20 esemplari furono completati allo standard del secondo prototipo, cioè con la pinna posteriore. Nei successivi esemplari, denominati Manchester Mk. IA, la pinna venne eliminata grazie ad una modifica dei timoni, le derive erano state ingrandite ed i piani di coda orizzontali allungati, che eliminò il problema della stabilità.
Il Manchester entrò in servizio nel novembre del 1940 con il No. 207 Squadron del Royal Air Force Bomber Command. La prima sortita operativa venne effettuata nel febbraio del 1941. Ai piloti il Manchester piaceva per le sue qualità di volo ma si evidenziò un grosso problema legato all'affidabilità dei motori.
Oltre a questo i Vulture non sviluppavano tutta la potenza promessa. Questo problema faceva sì che il velivolo non potesse rimanere in volo con un solo motore efficiente e furono molti i velivoli che andarono persi per questa causa. Si era pensato di risolvere questo problema adottando, su quello che sarebbe dovuto diventare il Manchester Mk. II, i motori Napier-Sabre, con la disposizione dei cilindri ad H, oppure i Bristol Centaurus. Questi propulsori avrebbero potuto trasformare il Manchester ma alla fine non se ne fece nulla.
Venne infatti deciso di sviluppare la versione quadrimotore del velivolo datata dei Rolls-Royce Merlin. Inizialmente designato Manchester Mk. III questo velivolo sarebbe divenuto famoso con la designazione di Avro Lancaster

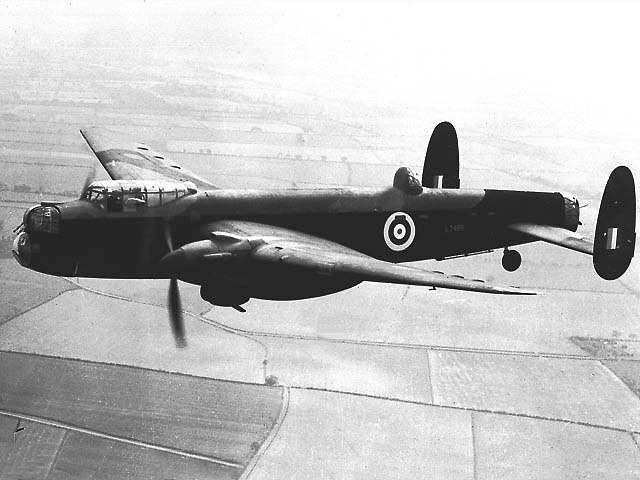
Un Avro Manchester.

## Impiego operativo
Il Manchester equipaggiò gli Squadron 49, 50, 57, 61, 83, 97, 106, 207, 408, 420 del RAF Bomber Command e lo Squadron 144 del RAF Coastal Command. La produzione totale si fermò ai 200 esemplari ordinati più i due prototipi. Il bombardiere effettuò 1269 sortite di guerra con un tasso di perdite del 40 per cento. Durante l'addestramento la percentuale delle perdite fu del 25 per cento. L'ultima missione venne effettuata nel giugno
del 1942.
Nella missione su Colonia del 30 maggio 1942 il Flight Officer Leslie Thomas Manser, che volava sul Manchester L7301 del No. 50 Squadron RAF, è stato insignito della Victoria Cross.

## Varianti
Manchester L7246
primo prototipo, in origine dotato di impennaggio a doppia deriva. A causa della mancanza di stabilità direzionale ne venne in seguito aggiunta una terza.
Manchester I
prima versione avviata alla produzione in serie caratterizzata dalla coda a doppia deriva più la terza centrale addizionale, realizzata in 20 esemplari.
Manchester IA
versione principale di produzione in serie, caratterizzata dall'impennaggio a doppia deriva con elementi verticali con superficie incrementata e maggiormente distanziati tra loro.
Manchester II
versione pianificata ma non costruita, rimotorizzazione tramite una coppia di Napier Sabre o Bristol Centaurus.
Manchester III BT308
variante equipaggiata con quattro motori Merlin, dotata di ala dalla maggior apertura e di impennaggio a due elementi più quello centrale del Manchester I. Questo è da considerare il primo prototipo del successivo Avro Lancaster.

## Utilizzatori
Canada
- Royal Canadian Air Force

 Regno Unito
- Royal Air Force